# Chiesa di Sant'Alessandro in Zebedia
La chiesa di Sant'Alessandro in Zebedia è una chiesa parrocchiale di Milano situata nell'omonima piazza cittadina. Eretta a partire dal 1601 su quello che tradizionalmente è indicato come il luogo di prigionia di sant'Alessandro martire, il cosiddetto carcere "di Zebedia" o "Zebedeo" di epoca romana, da cui il nome della chiesa, è caratterizzata da una pianta a croce greca inscritta in una pianta rettangolare con volte poggianti su colonne isolate: queste, assieme ad altre caratteristiche architettoniche dell'edificio furono ampiamente riprese e sviluppate in gran parte dell'Italia centro-settentrionale. Allo stesso tempo, per i forti richiami a celebri architetture precedenti, la chiesa rappresenta il punto di congiunzione tra il tardo manierismo ed il primo barocco lombardo.

## Storia

### Origini: il Carcere Zebedeo

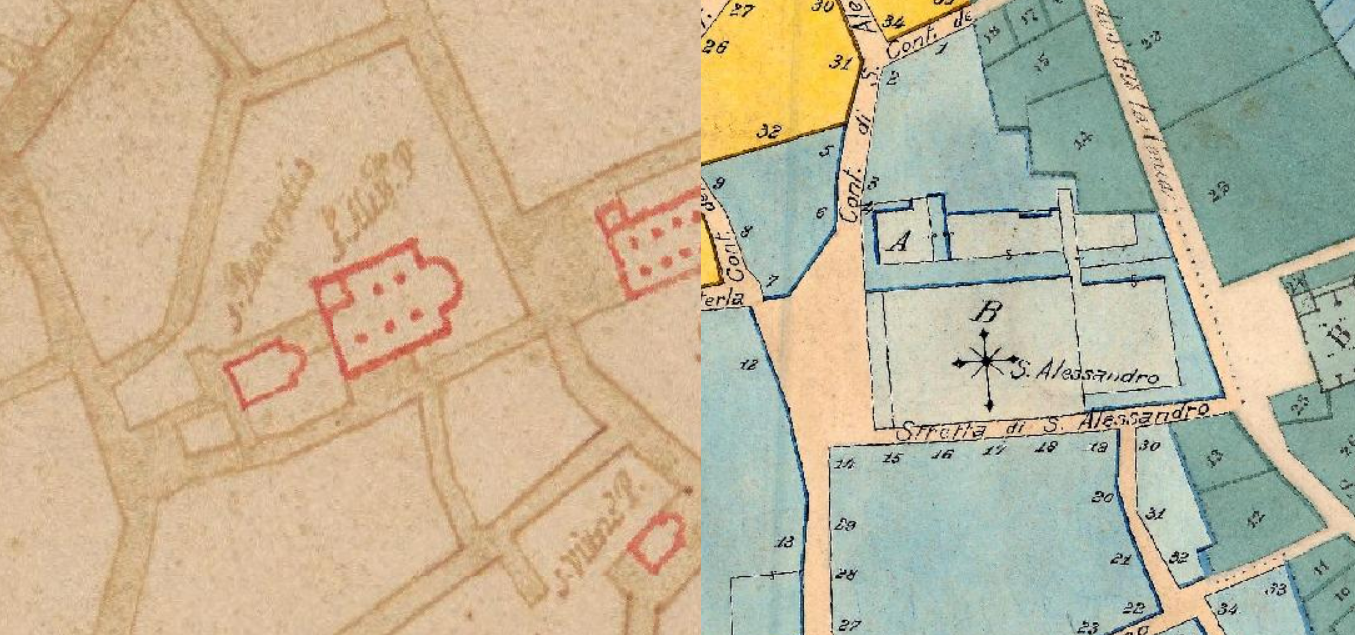
L'area della chiesa rispettivamente nella mappa dell'ing. Clarici del 1579 (a sinistra) e del Catasto Teresiano del 1751 (a destra)

La fondazione dell'edificio della chiesa di Sant'Alessandro in Zebedia risale ai primissimi anni del XVII secolo. L'area su cui sorge al giorno d'oggi il complesso era situata in epoca romana alla periferia di Mediolanum (la moderna Milano), non lontano dalle mura repubblicane: in particolare l'area era all'epoca occupata da un carcere, indicato come "di Zebedia" o "Zebedeo", da cui la futura chiesa avrebbe preso il nome.
Secondo l'archeologo ed epigrafista Giovanni Labus, la prima notizia della presenza di un carcere sull'area è attestata da una pergamena del Codice diplomatico Sant'Ambrosiano risalente all'863; successivamente da un'iscrizione risalente al 1085 e altre due pergamene risalenti al 1128 e al 1217. Secondo l'agiografia cristiana in questo carcere sarebbe stato imprigionato sant'Alessandro martire assieme ad altri soldati della legione tebana: finite quindi le persecuzioni, il carcere, simbolo delle persecuzioni contro i cristiani, fu demolito e sulle sue rovine innalzata una primitiva chiesa dedicata al martire, di cui si ha traccia dal V secolo. A testimonianza della presenza del carcere, lo storico milanese Serviliano Latuada cita gli scritti coevi alla costruzione della chiesa redatti dall'arciprete del duomo di Monza Pietro Paolo Bosca, che testimonia il ritrovamento di fondamenta antiche con anelli e catene durante gli scavi per le fondazioni dell'edificio.

### Antica chiesa di Sant'Alessandro

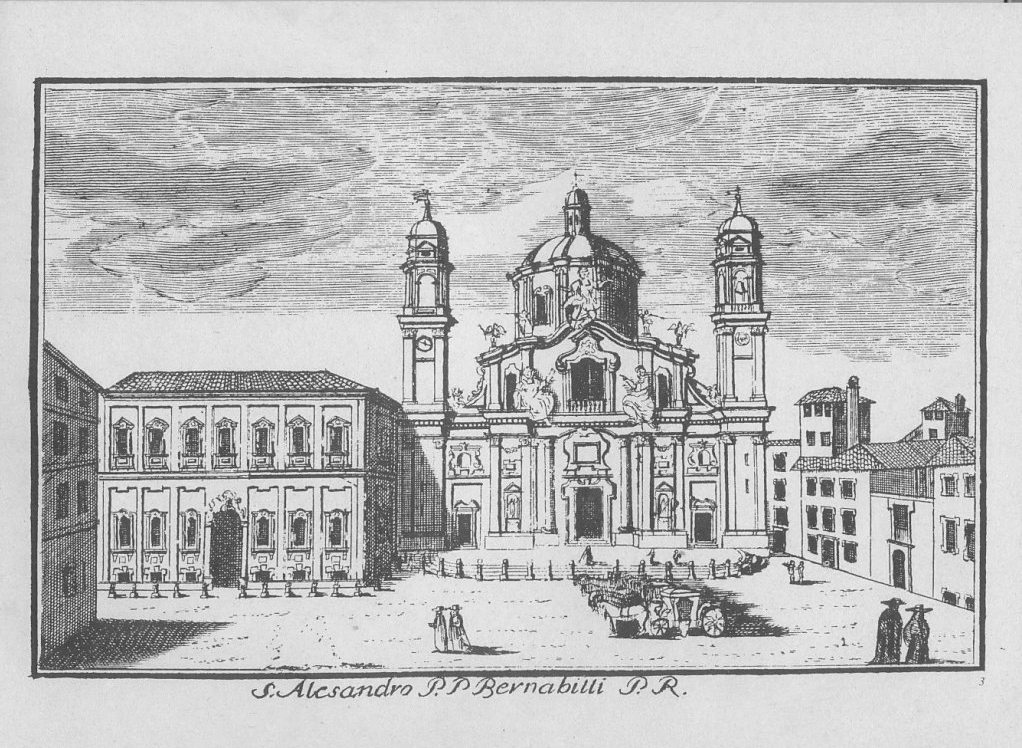
Chiesa e collegio di Sant'Alessandro in un'incisione di Marcantonio Dal Re (ca. 1745)

Sull'area della chiesa moderna era quindi presente fin dal V secolo una primitiva chiesa sempre dedicata al martire molto più piccola. Il Latuada fornisce quest'informazione citando la testimonianza del Beroldo, cronista milanese del XII secolo che descrive la chiesa nel percorso cittadino delle rogazioni: questa chiesa presentava una pianta quadrata divisa in tre navate con cappelle laterali. Assieme alla primitiva chiesa di Sant'Alessandro, sull'area erano presenti altri due edifici religiosi: l'oratorio di San Pancrazio, presente anche sulla pianta della città di Milano del 1579, e l'oratorio della Pace, di cui è nota solo la posizione a nord della chiesa di Sant'Alessandro. Già sede parrocchiale almeno dal XIV secolo, l'antica Sant'Alessandro fu affidata a chierici secolari fino al 1589 quando passò ai chierici regolari di San Paolo o Barnabiti, bisognosi di una sede più centrale rispetto a quella centrale situata al di fuori delle mura medievali.
La primitiva Sant'Alessandro si dimostrò sin da subito inadeguata alle esigenze dell'ordine, sia per la sua angustia, sia per il cattivo stato di conservazione:
Furono quindi iniziate nello stesso anno le trattative per l'acquisizione dell'oratorio di San Pancrazio con l'obiettivo di costruire un tempio adeguato alle necessità del nuovo ordine che aveva lo scopo di diffondere i dettami della Chiesa controriformata tridentina, acquisizione che si sarebbe conclusa solo sei anni dopo, con la clausola che nella nuova chiesa fosse costruita una cappella dedicata a San Pancrazio come compensazione della demolizione dell'oratorio. L'ambizioso progetto dell'ordine si scontrò tuttavia con i numerosi ordini religiosi presenti nella zona, in particolare coi Carmelitani della retrostante chiesa di San Giovanni in Conca che arrivarono a scrivere al futuro arcivescovo Federico Borromeo, lamentandosi appunto della già eccessiva presenza di troppi ordini religiosi e chiese nella zona: dopo varie trattative i due ordini arrivarono due anni dopo ad un accordo per cui la nuova chiesa non avrebbe avuto la facciata rivolta verso la chiesa di San Giovanni in Conca.

### Costruzione della chiesa

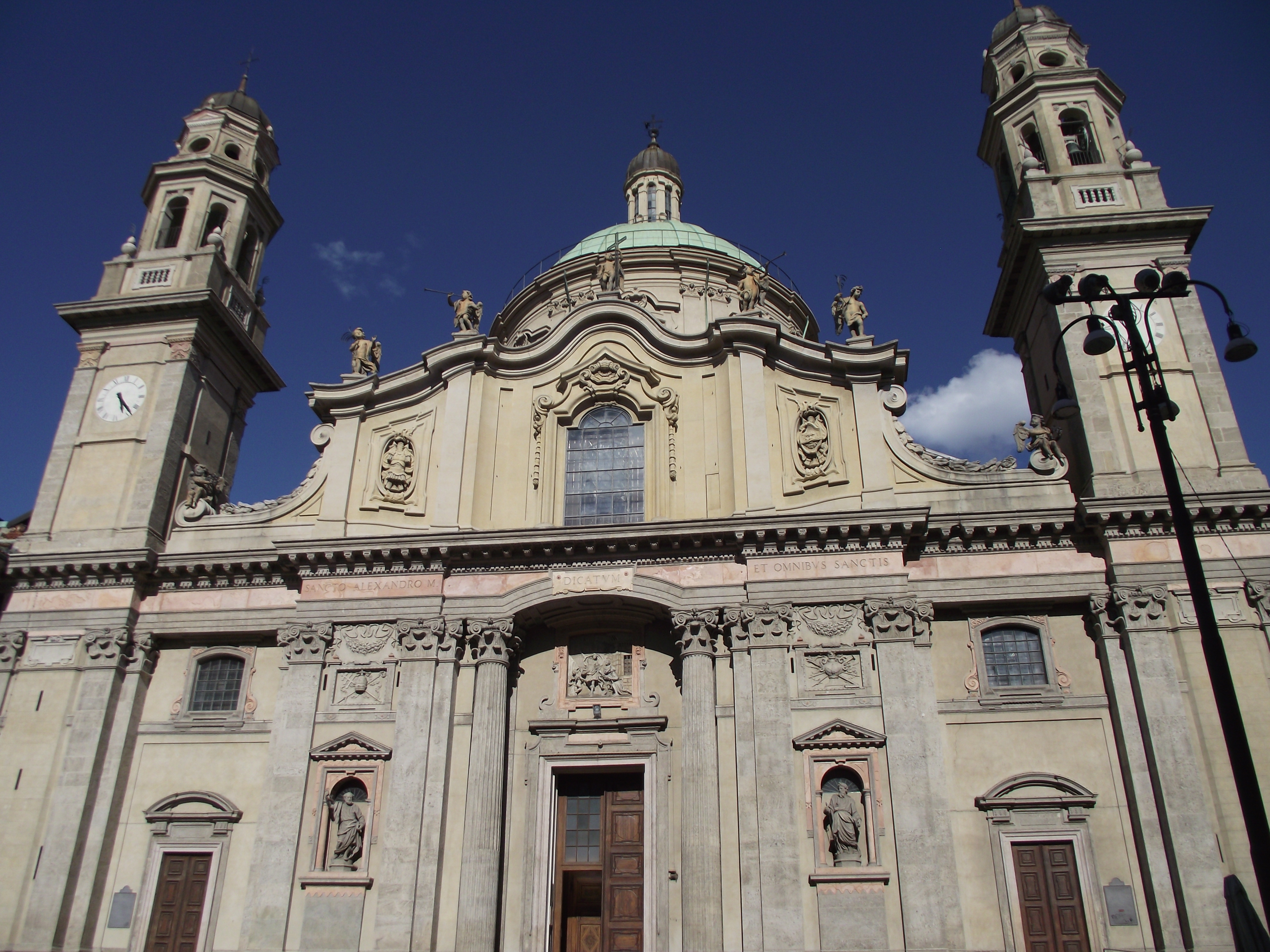
Facciata.

L'architetto iniziale della moderna chiesa di Sant'Alessandro fu uno dei padri Barnabiti; la scelta della pianta centrale la si può considerare una delle ultime sperimentazioni su questo tipo di planimetria, i cui modelli vengono dal progetto di Bramante per San Pietro, recuperato tra i vari autori, tra i quali in questo caso si fa riferimento probabilmente all'Alessi. L'Alessi infatti risulta attivo a Milano, dopo il suo lungo lavoro a Genova dove aveva progettato la basilica di N. S. Assunta in Carignano. Nel caso di Sant'Alessandro si tratta di un recupero tardivo di tale impostazione, che viene modificata nelle linee ad esempio curvando i profili in facciata con i fastoni seicenteschi e la nuova modulazione del fronte.
La costruzione ebbe inizio nel 1601 su un progetto del barnabita Lorenzo Binago, cui si affiancò, come perito per i dissesti statici, il più noto Francesco Maria Richino. La prima pietra della chiesa venne posata il 30 marzo 1602 dal cardinale Federico Borromeo, andando ad aggiungersi ai numerosi cantieri religiosi attivi nella Milano di quell'epoca, quali San Giuseppe, Sant'Angelo, Sant'Antonio Abate, e naturalmente il Duomo. Con esse rappresenta uno degli esempi più precoci del Barocco milanese. La costruzione fu molto celere, tanto che la cupola era già terminata nel 1626. Fu terminata dal Richino nel 1658, mentre proseguivano i lavori di decorazione interna.

## Descrizione

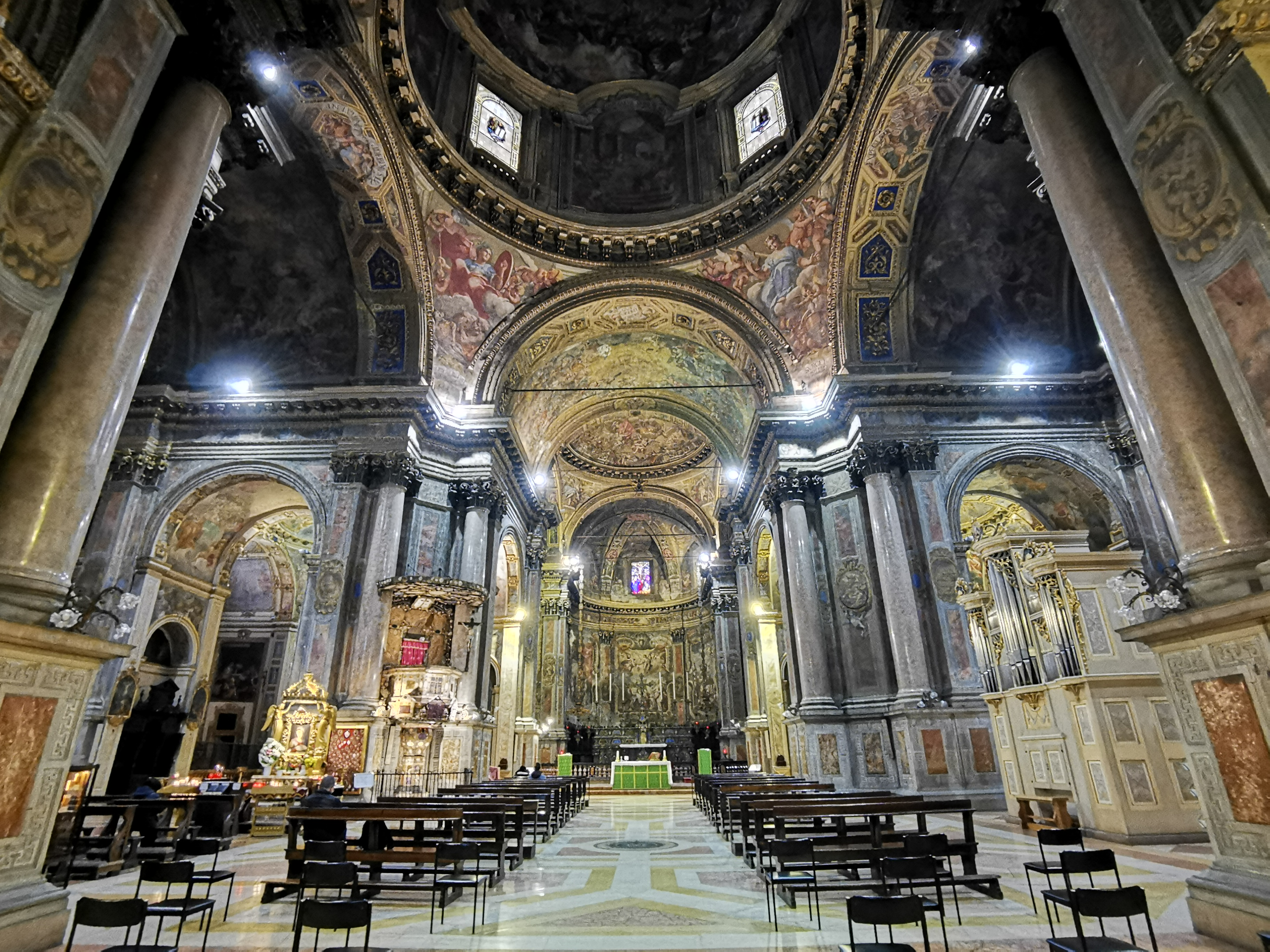
Veduta dell'interno.

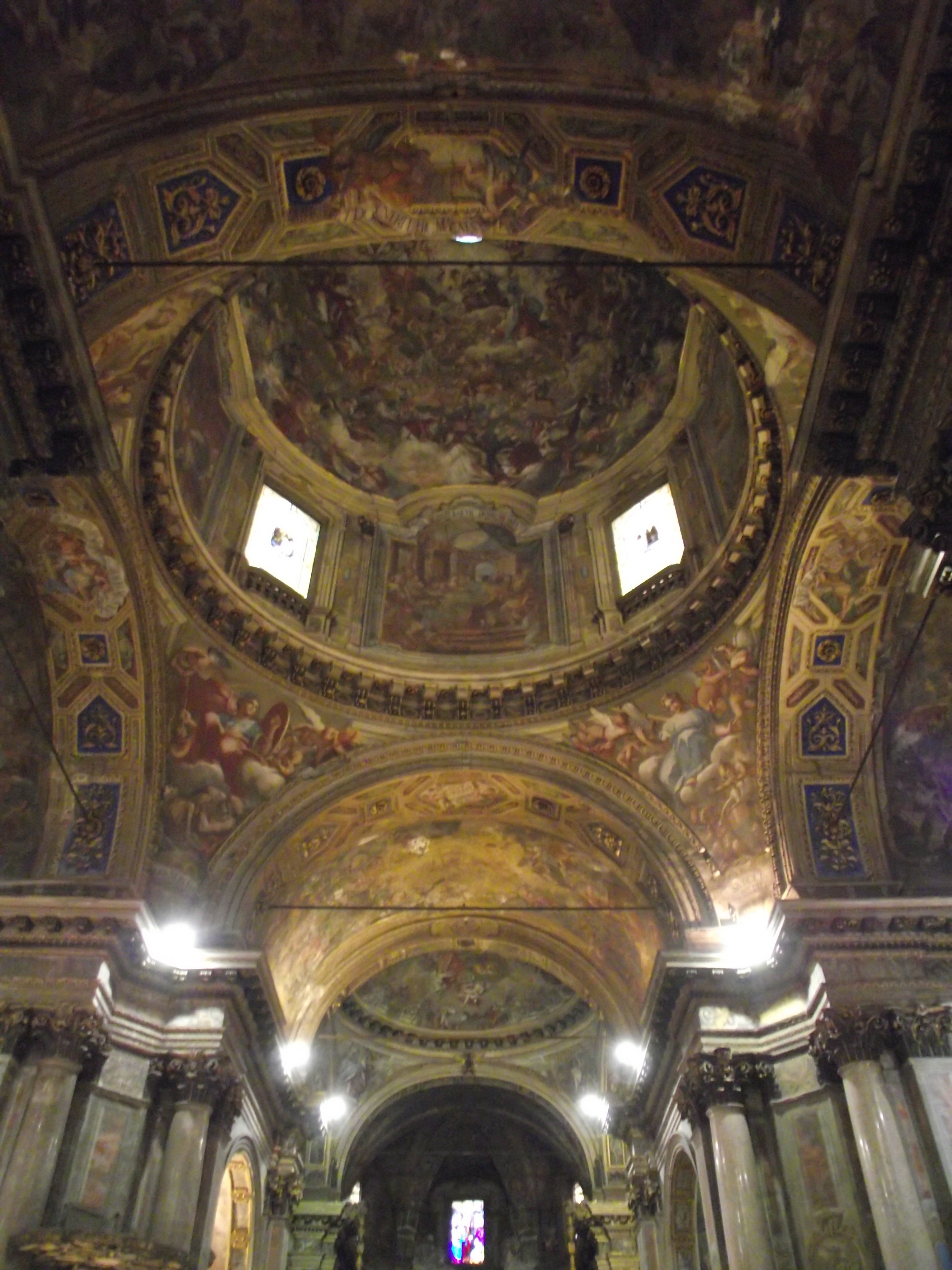
Volte e cupola.

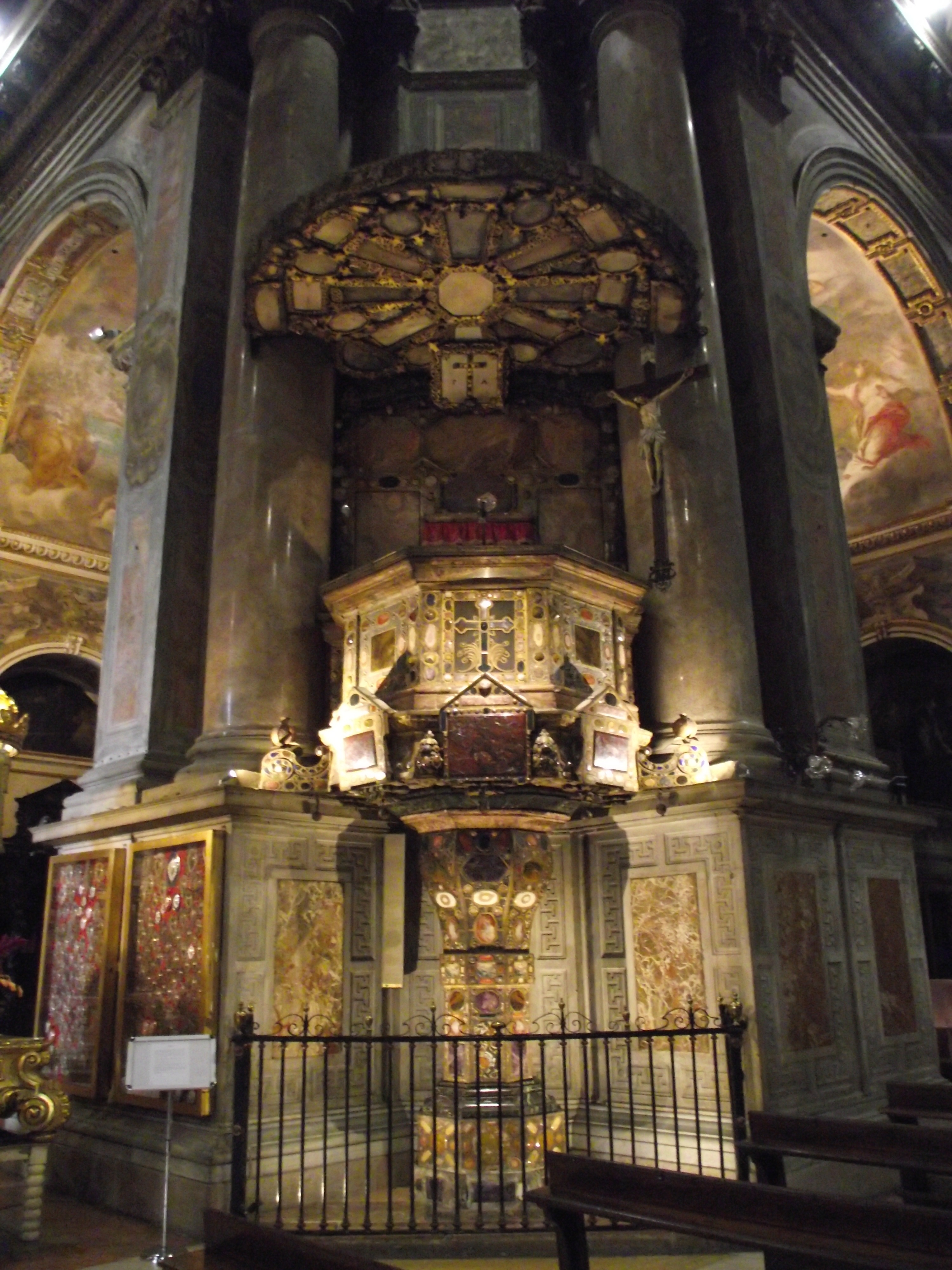
Pulpito di Carlo Garavaglia, 1661.

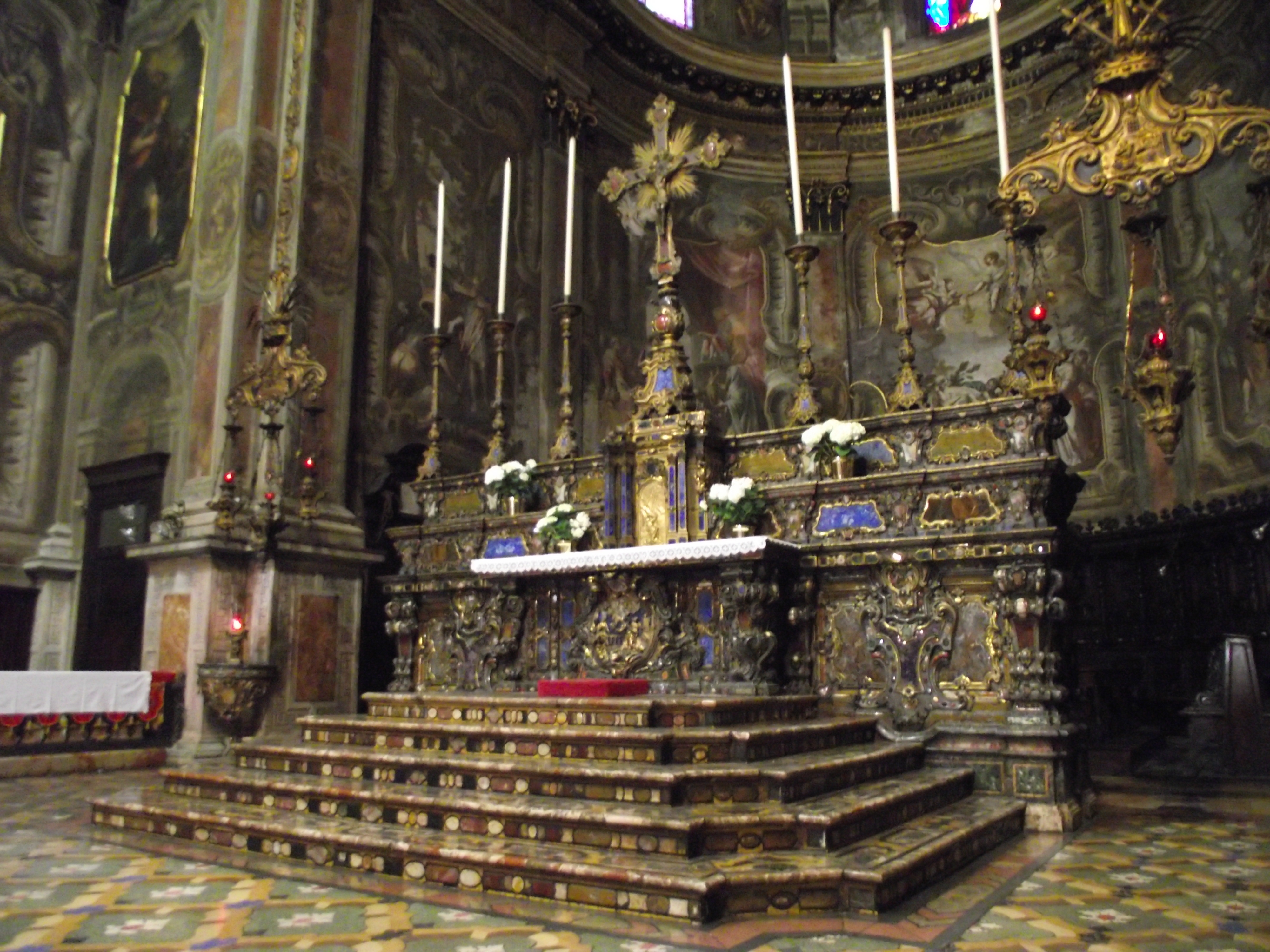
Altare maggiore del Donnino, 1740.

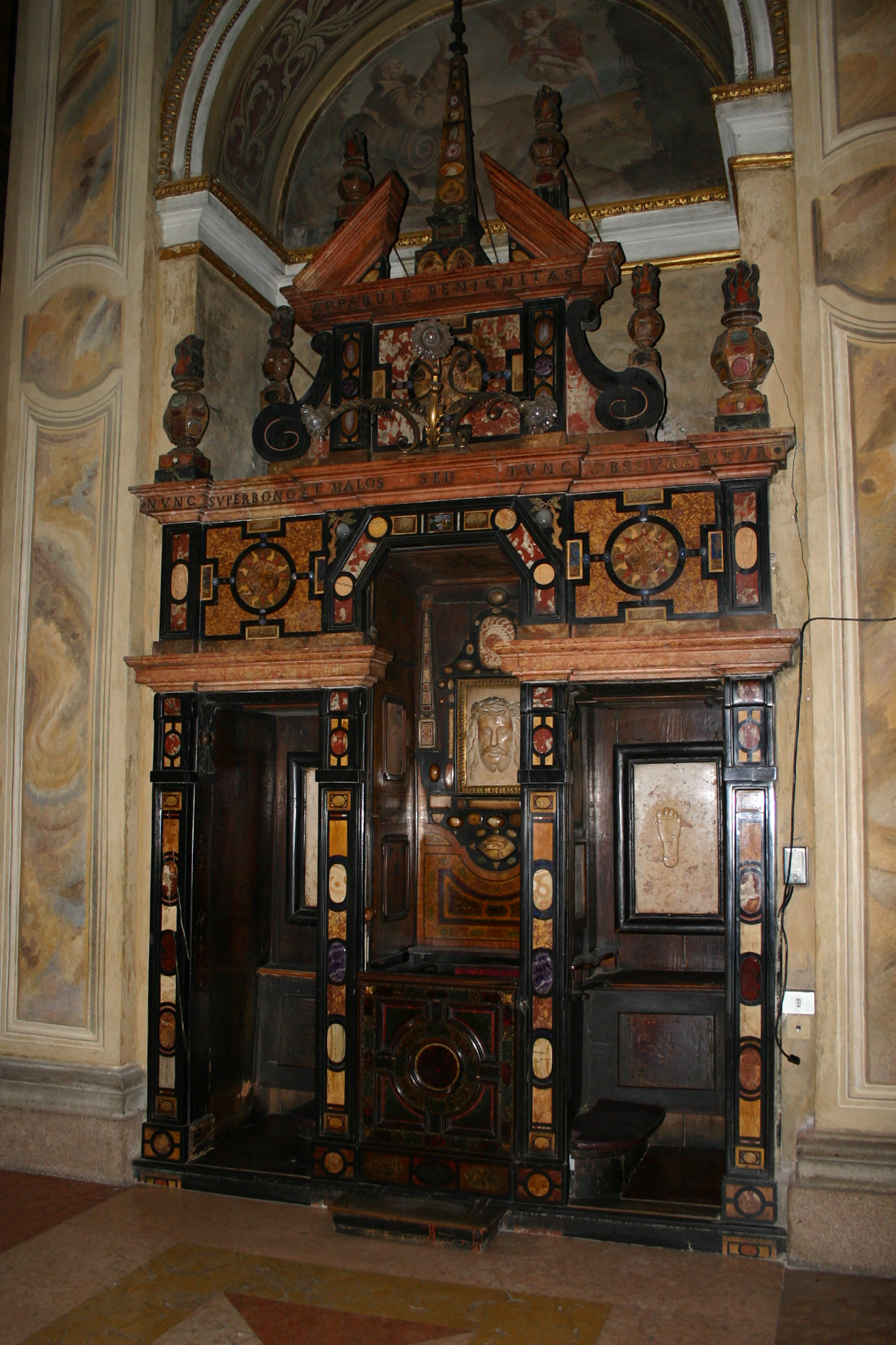
Confessionale in pietre dure.

### Architettura
La chiesa di Sant'Alessandro è situata nell'omonima piazza, non lontana da via Torino.
La facciata, decorata da bassorilievi, secondo il modello iniziale rinascimentale, è affiancata da due campanili. Il campanile, nella parte sinistra rispetto alla facciata, ospita due campane di nota Mi4 e Solb4 (torre dell'orologio); mentre il campanile di destra, ospita 5 campane in scala diatonica maggiore di Mib3. Durante la seconda guerra mondiale, venne asportato tutto lo storico concerto di 5 elementi dal peso di 2242 kg., per poi reintegrarlo alla fine del conflitto. Sia le campane dell'orologio, che il concerto di 5 campane, sono opera del fonditore Grosino "Giorgio Pruneri", fuse nell'anno 1951. L'andamento del fastigio ricurvo le imprime una certa orizzontalità che esula dall'impostazione iniziale di questa tipologia rinascimentale. La parte inferiore, scandita da colonne e paraste in pietra che reggono il massiccio cornicione, è antecedente al 1620.
Il coronamento superiore, leggero e ondulato, fu invece realizzato all'inizio del Settecento nello stile del barocchetto lombardo da Marco Bianchi. La struttura a due campanili è considerata uno dei più illustri antecedenti della celebre facciata borrominiana di sant'Agnese in Agone.
La monumentale fabbrica è costituita da un edificio a pianta centrale (croce greca) coperto da cupola cui è aggiunto un secondo corpo minore, anch'esso sovrastato da una cupola, che funge da presbiterio.

### Decorazione interna
Le opere pittoriche che decorano il ricco interno barocco sono una bella galleria di arte lombarda del '6-700, con tele di Camillo Procaccini (Assunta, nell'ultima cappella della navata destra - il Presepio, definito una delle migliori di questo autore, nella cappella di testa della navata destra - Crocefissione nella prima cappella a sinistra) e Daniele Crespi (Giovanni Battista martire e Salomè). Altra tela di pregio quella dell'Ossana, nella prima cappella a destra entrando.
Il tempio contiene anche eccezionali opere d'arte applicata, rappresentate dai confessionali, dal pulpito, dal coro e dagli altari.
Il pulpito e i due confessionali posti di fronte all'altare maggiore sono spettacolari esempi d'arte barocca, interamente rivestiti da pietre dure intagliate. Risalgono al 1661, e sono attribuiti al celebre intagliatore Carlo Garavaglia, anche se in assenza di fonti specifiche. Queste opere mostrano contemporaneamente rigore geometrico nella definizione delle linee, e ridondante gusto barocco nella decorazione policroma delle pietre, che sembra ispirarsi a opere di intaglio tardomedioevale. In queste opere il forte impatto estetico è ottenuto principalmente attraverso il risalto attribuito alla rarità e bellezza dei materiali in sé, mentre i disegni si mostrano semplici e geometrici. Le uniche decorazioni figurative presenti sul confessionale sono il volto di Cristo al centro e l'insolito motivo delle sue orme dei piedi nei pannelli laterali. Il pulpito, successivo ai confessionali, mostra materiali ancor più ricercati nella copertura della colonna di sostegno, del parapetto e del baldacchino. In vari punti è presente il tema decorativo della melagrana, allegoria dell'eloquenza. Le opere furono finanziate dal fratello dell'allora rettore dei barnabiti, il Marchese Alessandro Visconti di Modrone.
La prima cappella a destra è intitolata a san Pancrazio, già titolare dell'oratorio abbattuto per far posto alla chiesa. La tela al centro raffigura il Martirio di san Pancrazio, opera della seconda metà del Seicento di un allievo di Camillo Procaccini, Ossona. è invece settecentesca la decorazione a fresco con le quadrature architettoniche ed i putti.

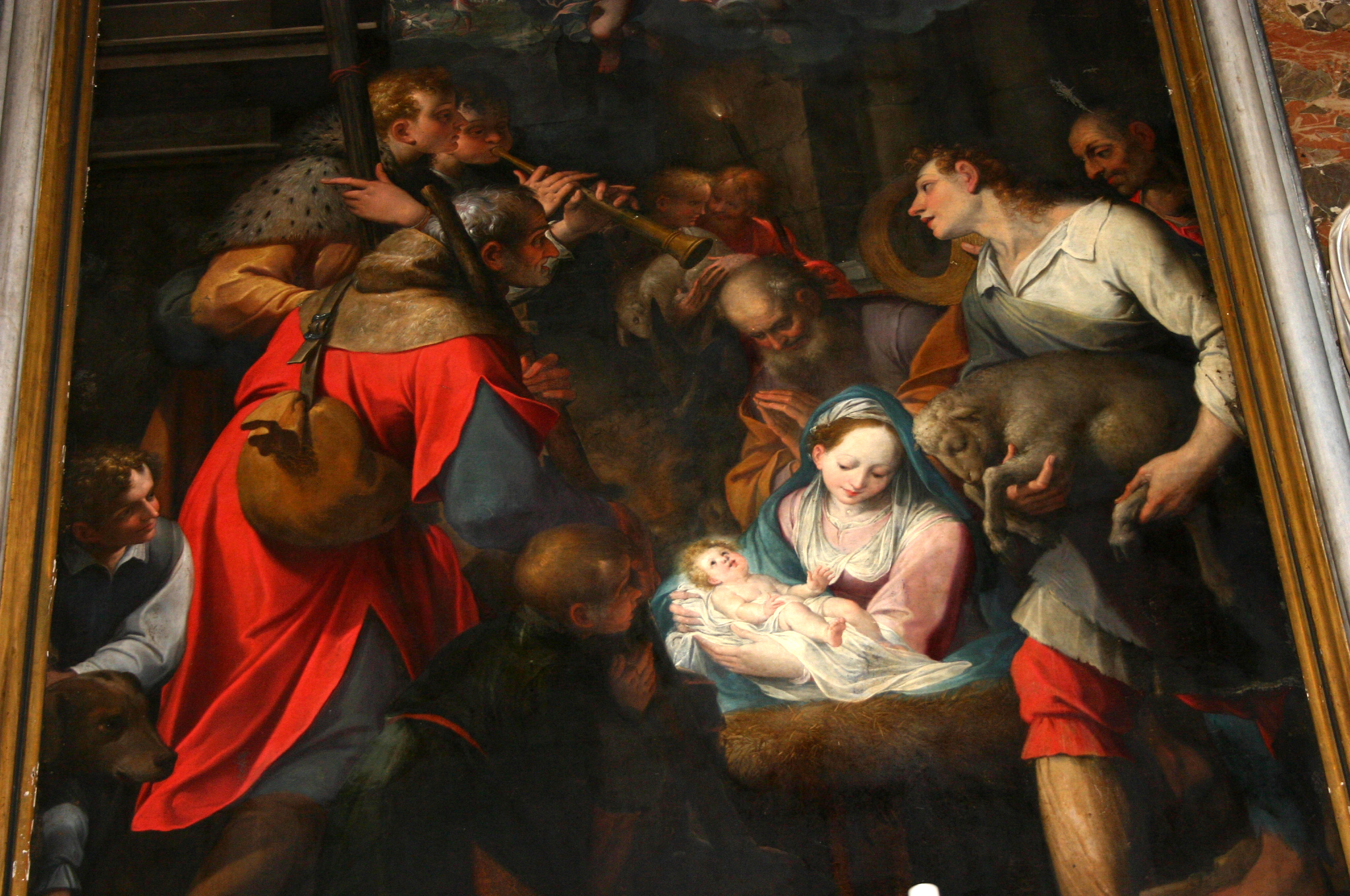
Camillo Procaccini, Adorazione dei pastori, 1615

La ricca decorazione della seconda cappella, la cappella di San Giuseppe con l'altare in marmi liguri, fu elargita dalla marchesa Costanza Balbi Cusani, nobile genovese. L'intera decorazione ad affresco così come le tele risalgono alla seconda metà del Seicento e appartengono alla mano di Agostino Santagostino. La pala d'altare, firmata e datata 1677, è un'imponente macchina barocca che mette in scena la Madonna con il bambino circondata da san Giuseppe, sant'Anna e san Giovannino attorniati da angeli, mentre dall'alto si protendono Dio padre e lo Spirito Santo. Completano l'altare l'Amor di Dio e il Timor di Dio firmate sul basamento da Stefano Sampietro (1626).
Al centro della terza cappella spicca l'Assunta, opera tarda di Camillo Procaccini (1612), dai toni semplici, pacati e armoniosi.
Conclude la navata destra la cappella della natività, con il capolavoro di Camillo Procaccini del 1615, Adorazione dei pastori.
L'altare centrale è fra i più ricchi ed elaborati di Milano, opera di intaglio costituita da marmi pregiati, bronzo e pietre preziose. Fu donato dalla famiglia Visconti di Modrone e realizzato da Giovanni Battista Riccardi detto il Donnino nel quarto decennio del Settecento. Al centro, il rilievo con il Seppellimento di sant'Alessandro. Il grande coro dei Barnabiti, in noce, è decorato a colonnine tortili e a motivi vegetali.
La navata sinistra si apre con la cappella del Crocefisso, che presenta un altare marmoreo seicentesco dalla sobria struttura classica, con al centro l'austera pala di Camillo Procaccini, che concentra l'attenzione sulle tragiche figure che occupano interamente la scena, senza alcuna aggiunta di particolari fuorvianti, in piena osservanza ai dettami del Concilio di Trento in materia di opere pittoriche. La cupola antistante è dedicata alle sante penitenti.
La decorazione del secondo altare, dedicato a Maria, si presenta più ricca degli altri: è ornato da due timpani, volute laterali, inserti in marmi policromi, bronzi e legno. Sulla volta dell'arcone antistante, la maestosa Gloria dei Profeti fu dipinta da Francesco Giuseppe Anguiano nel 1696.
La terza cappella è decorata con la tela attribuita a Daniele Crespi con la Decollazione del Battista, capolavoro del secondo decennio del Seicento. Il momento della decapitazione di Giovanni è rappresentato avvolto nell'oscurità, spezzata da improvvisi accenti luministici che fanno emergere i numerosi personaggi. La luce si concentra principalmente sull'incarnato livido del martire al centro, dall'atteggiamento rassegnato, e sul drappo rosso che lo riveste. La luce scorre quindi sul sensuale seno di Salomè. I suoi lineamenti delicati e perlacei sono esaltati dal diretto confronto con la pelle scura e rugosa della serva ritratta accanto, secondo il ricorrente tòpos barocco. Restano invece immersi nelle tenebre il muscoloso carnefice che brandisce la spada e gli altri soldati che completano simmetricamente la scena.
La decorazione della quarta cappella fu rifatta a metà dell'Ottocento quando ne fu modificata la dedicazione a sant'Alessandro Sauli, eliminando le opere dedicate a san Carlo.
La sagrestia possiede una ricca e sontuosa decorazione ad affresco che ne copre la volta e le pareti al di sopra degli armadi intagliati, ad opera del Moncalvo e dei Fiammenghini.
Il vastissimo ciclo di pittura ad affresco che ricopre completamente gli arconi, i voltini, e le sette cupole minori, ha il suo culmine nella cupola maggiore che rappresenta il Paradiso. Fu compiuta in quattro anni (1693-1697) da Filippo Abbiati e Federico Bianchi, con l'aiuto di Martino Cignaroli ed altri. Nei pennacchi è l'inconsueta rappresentazione di quattro virtù, Agilità, Sottigliezza, Impassibilità e Chiarezza. Sul tamburo, fra le finestre, vi sono episodi biblici. Il paradiso è rappresentato su ispirazione dei coevi modelli romani e napoletani, con particolare attenzione a Luca Giordano, attraverso una serie di cerchi concentrici che salgono verso la trinità, e raffigurano i santi barnabiti, i fondatori di ordini religiosi, vescovi, papi e santi.

### Organi a canne

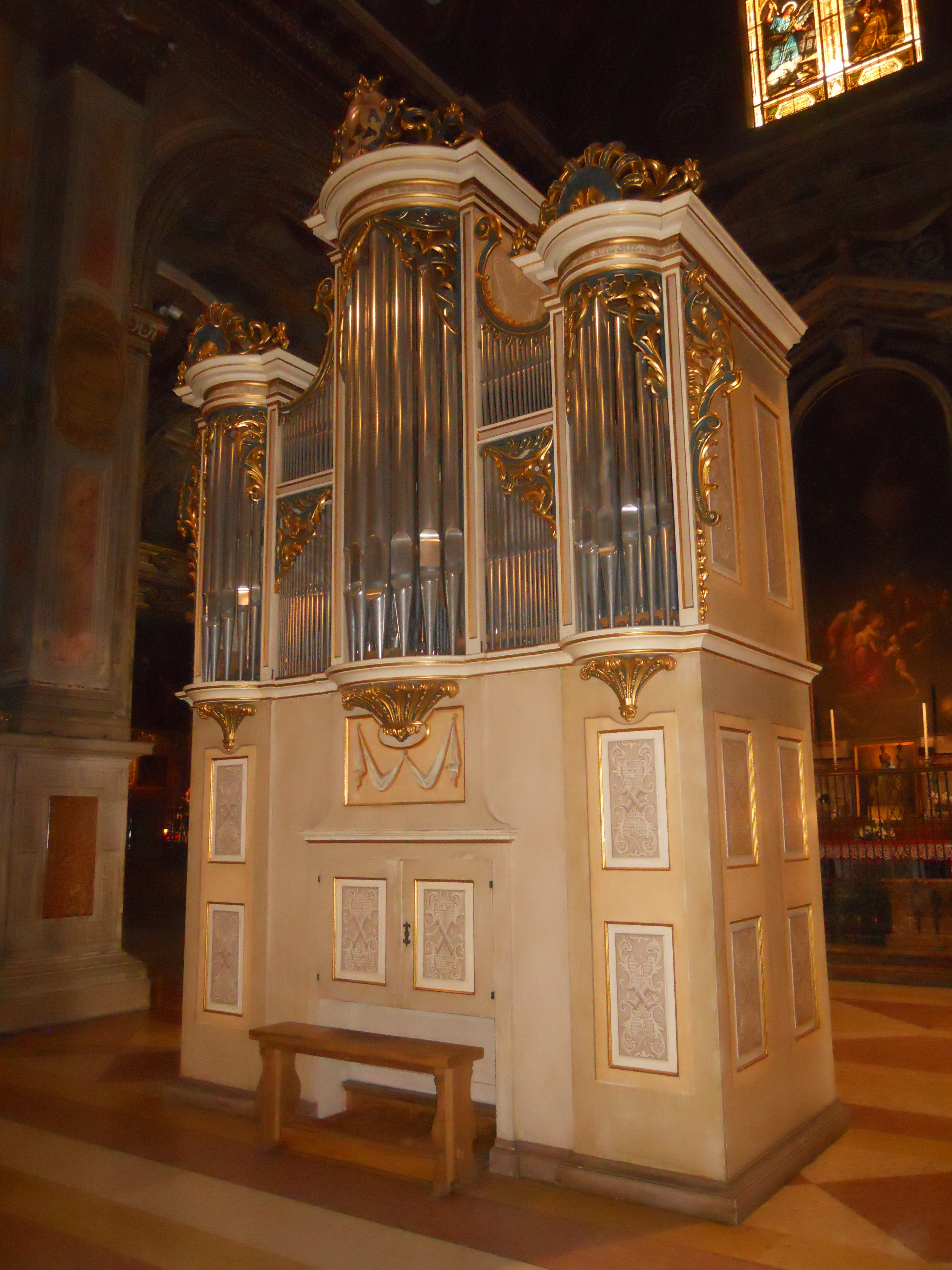
Organo del transetto.

#### Organo Carrera-Tamburini
Sulla cantoria in controfacciata, si trova l'organo a canne Tamburini opus 43, costruito nel 1911 riutilizzando la cassa e parte del materiale fonico del precedente organo Carrera,
Lo strumento è a trasmissione mista, meccanica per i manuali e il pedale, pneumatica per i registri, ed ha due tastiere di 58 note ciascuna ed una pedaliera concava di 30. La ricca cassa barocca, in legno intagliato e dorato, presenta un cornicione sorretto da due telamoni ed una mostra in tre campi, ciascuno dei quali composto da canne di principale con bocche a mitria allineate.

#### Organo del transetto
Nel braccio destro del transetto, si trova un secondo organo a canne, costruito nel 1987 dalla ditta organaria Dell'Orto & Lanzini; esso è la copia integrale di un prezioso strumento di Gottfried Silbermann del 1721 a Rötha, Lipsia. Lo strumento, a trasmissione integralmente meccanica, ha un'unica tastiera di 50 note ed una pedaliera dritta di 26 note.

## Sepolture

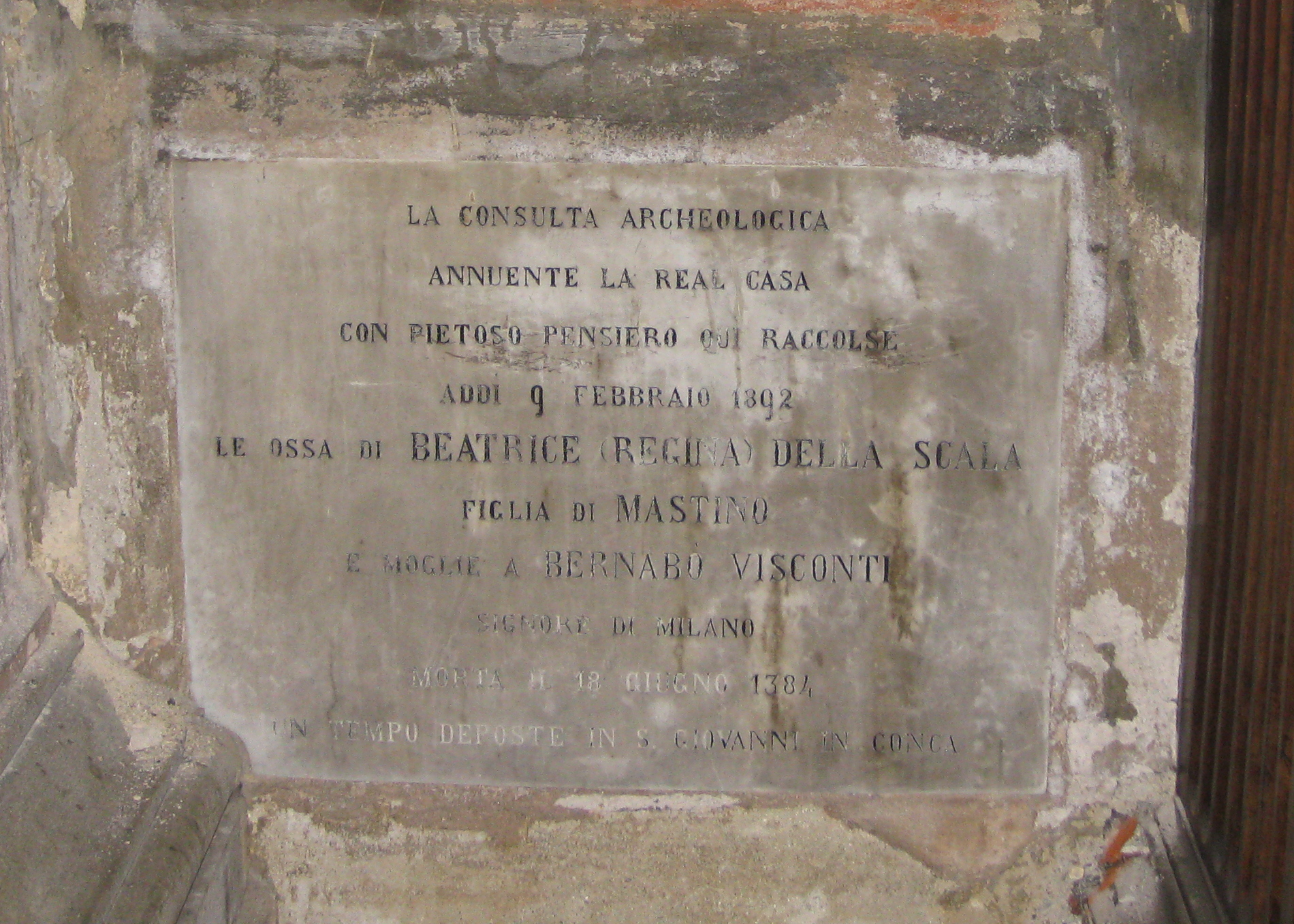
Lapide posta sulle spoglie di Regina della Scala

All'interno della chiesa trovano definitiva sepoltura le ossa di Bernabò Visconti e sua moglie Regina della Scala, qui trasferite rispettivamente nel 1814 e nel 1892 dall'originario luogo di sepoltura nella cripta di San Giovanni in Conca, oggi non più esistente.

### Fonti antiche
- Francesco Luigi Barelli, Memorie Dell'origine, fondazione, avanzamenti, successi, ed uomini illustri in Lettere e in santità della congregazione de cherici regolari di San Paolo, Bologna, 1707, ISBN non esistente.
- Giovanni Labus, Vita di Sant'Alessandro, Milano, Tipografia Angelo Bonfanti, 1829, ISBN non esistente.
- Serviliano Latuada, Descrizione di Milano ornata con molti disegni in rame della fabbriche più cospicue che si trovano in questa metropoli, vol. III, Milano, 1737, ISBN non esistente.

### Fonti moderne
- Paolo Mezzanotte, Giacomo Bascapè, Milano nell'arte e nella storia, a cura di Gianni Mezzanotte, Milano, Bestetti, 1968, SBN SBL0090392.
- Francesco Repishti, La pianta centrale nella Controriforma e la chiesa di Sant'Alessandro in Zebedia, a cura di Francesco Repishti e Giuseppe Cagni, Roma, Centro Studi Storici Padri Barnabiti, 2003, SBN LO10797106.
- Maria Teresa Fiorio, Le chiese di Milano, Electa, Milano, 2006
- Mina Gregori (a cura di), Pittura a Milano dal seicento al neoclassicismo, Cariplo, Milano, 1999.
- Andrea Spiriti, Sant'Alessandro in Zebedia a Milano, ISAL, Milano, 1999.